# One Wachovia Center
One Wachovia Center – wieżowiec w Charlotte, w stanie Karolina Północna, w Stanach Zjednoczonych, o wysokości 179 m. Budynek został otwarty w 1988 i liczy 42 kondygnacje.